# ابن عات النقري
أبو عمر أحمد بن هارون بن أحمد بن جعفر بن عات النقري الشاطبي الأندلسي المالكي (٥٤٢-٦٠٩ه‍)، محدث وفقيه من الأندلس، قال الذهبي:«وكان من بقايا الحفاظ المكثرين، كان الحافظ علي بن المفضل يذكره بكثرة الحفظ والميل إلى تحصيل المعارف».

## مولده
قال الذهبي: «ولد سنة اثنتين وأربعين وخمس مائة»

## رحلته في طلب العلم
قال ابن فرحون المالكي في «الديباج المذهب في معرفة أعيان علماء المذهب»:«شاطبي سمع بالأندلس على الحافظ أبي محمد: أبيه وأبي الحسن بن محمد بن هذيل وأبي يوسف بن سعادة وأجاز له أبو الخطاب بن واجب وأبو القاسم بن بشكوال ورحل إلى المشرق فلقي عبد الحق الإشبيلي بن الخراط وبالإسكندرية أبا الطاهر السلفي ولقي أبا القاسم بن العريف وخلائق بمصر وغيرها ومن شيوخ مكة أبا محمد: عبد الدائم العسقلاني وبدمشق من بن عساكر أبي القاسم وبالموصل من أبي الفرج: عبد الرحمن بن علي بن الجوزي والكاتبة شهدة ومن لا يحصى كثرة وقد ضمن ذكرهم وجملة صحيحة من مروياته: برنامجيه المسمى أحدهما: بالنزهة في التعريف بشيوخ الوجهة وهو كتاب جليل جامع والآخر بريحانة التنفس وراحة الأنفس في ذكر شيوخ الأندلس»

## قول العلماء فيه
قال ابن فرحون المالكي في «الديباج المذهب في معرفة أعيان علماء المذهب»: «وكان من أكابر المحدثين وجلة الحفاظ المسندين للحديث والأدب بلا مدافعة يسرد الأسانيد والمتون ظاهراً فلا يخل بشيء منها ثقة عدلاً مأموناً مرضياً متوسط الطبقة في حفظ فروع الفقه ومعرفة المسائل إذ لم يعن بذلك عنايته بغيره، وكان أهل شاطبة يفاخرون بأبوي عمر بن عبد البر وابن عات، وكان على سنن الصالحين في الانقباض ونزاهة الكلام ومتانة الدين وأكل الجشب ولباس الخشن ولزوم التقشف والزهد في الدنيا»

## وفاته
قال ابن فرحون المالكي في «الديباج المذهب في معرفة أعيان علماء المذهب»: «وفقد رحمه الله في وقعة العقاب من ناحية جيان فلم يوجد حياً، ولا ميتاً سنة تسع وستمائة، وهذه الوقعة هي السبب الأقوى في تحيف الروم بلاد الأندلس حتى استولوا على معظمها وأفضى الحال إلى خلائها من أهل الملة الحنيفية فإنا لله وإنا إليه راجعون»